# Wasyl Petrowicz
Wasyl Petrowicz z plemienia Njeguši (serb.: Василије Петровић Његош, Vasilije Petrović-Njegoš, zm. 21 marca 1766) – prawosławny biskup Cetynii, w latach 1750–1766 władyka Czarnogóry. 
Wasyl był bratankiem Daniły Petrowicza, władyki Cetynii w latach 1697–1735. Po śmierci Daniły godność władyki i związaną z nią władzę objął inny bratanek Daniły Sawa. W 1750 r. Sawa, przebywający w Rosji przekazał rządy Wasylowi, który został w Belgradzie wyświęcony na władykę przez patriarchę Arseniusza IV. Nowy władyka próbował początkowo porozumiewać się z Austrią. W następnych latach zbliżył się do Rosji, do której podróżował trzykrotnie snując często fantastyczne plany współpracy. Za swoim pierwszym pobytem w Rosji w 1753 r., proponował, aby car przybrał tytuł księcia Czarnogóry wraz z Primorjem i Brdami. W następnym roku wydał w Moskwie Historię Czarnogóry – rodzaj historyczno-politycznego memoriału, w którym przedstawiał swój program. Powtórnie udał się do Rosji 2 listopada 1756 r. w przededniu wielkiego najazdu wezyra bośniackiego Mehmeda-paszy, który według Wenecjan najechał Czarnogórę, bronioną przez namiestnika Stana Radonjicia, na czele 40-tysięcznej armii. Wyprawa turecka została odparta i na początku 1757 r. został zawarty rozejm w Nikšiciu. Wkrótce potem Wasyl powrócił do kraju. W 1763 r. wystąpił z programem zjednoczenia wszystkich ziem serbskich. W 1765 r. wyruszył po raz ostatni do Rosji. Zmarł w Petersburgu 21 marca 1766 r. Po jego śmierci do władzy powrócił Sawa Petrowicz.
Ambitny, ale nierealny w ocenach sił i możliwości Czarnogóry nie osiągnął swoich planów. Był jedną z najtragiczniejszych postaci Czarnogóry XVIII wieku.